# Grote Prijs Raf Jonckheere 2007
De 57e editie van de Belgische wielerwedstrijd Grote Prijs Raf Jonckheere werd verreden op 23 juli 2007. De start en finish vonden plaats in Westrozebeke. De winnaar was Greg Van Avermaet, gevolgd door Gianni Meersman en Niko Eeckhout.

## Uitslag
| Grote Prijs Raf Jonckheere 2007 |                   |                                       |            |
| Plaats                          | Naam              | Ploeg                                 | Tijd       |
| Winnaar                         | Greg Van Avermaet | Predictor-Lotto                       | 3u 41' 15" |
| 2                               | Gianni Meersman   | Discovery Channel Pro Cycling Team    | 2"         |
| 3                               | Niko Eeckhout     | Chocolade Jacques-Topsport Vlaanderen | 22"        |

1951 · 1952 · 1953 · 1954 · 1955 · 1956 · 1957 · 1958 · 1959 · 1960 · 1961 · 1962 · 1963 · 1964 · 1965 · 1966 · 1967 · 1968 · 1969 · 1970 · 1971 · 1972 · 1973 · 1974 · 1975 · 1976 · 1977 · 1978 · 1979 · 1980 · 1981 · 1982 · 1983 · 1984 · 1985 · 1986 · 1987 · 1988 · 1989 · 1990 · 1991 · 1992 · 1993 · 1994 · 1995 · 1996 · 1997 · 1998 · 1999 · 2000 · 2001 · 2002 · 2003 · 2004 · 2005 · 2006 · 2007 · 2008 · 2009 · 2010 · 2011 · 2012 · 2013 · 2014 · 2015 · 2016 · 2017 · 2018 · 2019 · 2020 · 2021 · 2022